# .ug

.ug는 우간다의 인터넷 국가 코드 최상위 도메인이다.

## 2차 도메인
- .co.ug – 영리 기업
- .ac.ug – 학위를 제공하는 교육 기관
- .sc.ug – 하위 교육 기관
- .go.ug – 정부 기관 및 정부의 독립 기관
- .ne.ug – 네트워크 제공자 또는 네트워크 프로비전을 위한 특수 장비
- .or.ug – 비정부 기관
- .org.ug – 비정부 기관
- .com.ug – 영리 기업
- .med.ug – 의료 기관
- .ngo.ug – 우간다의 비정부 기관
- .law.ug – 우간다의 법률 회사
- .ltd.ug – 우간다의 상용 기업, 사업체
- .inc.ug – 우간다의 상용 기업, 사업체[1]